# Greatest hits (The Cats)
Greatest hits is een muziekalbum van The Cats uit 2002. De meeste nummers van het album kwamen als single in de top 10 terecht van de Top 40. Het album Greatest hits bereikte in 2002 nummer 3 van de Album Top 100, waar het 18 weken in stond. Er verscheen in 1988 ook al een elpee met een vergelijkbare naam, Greatest hits volume 1 & 2.

## Nummers
| Nummer | Naam                                                 | Geschreven door                           | Duur | Opmerkingen |
| ------ | ---------------------------------------------------- | ----------------------------------------- | ---- | ----------- |
| 1.     | What a crazy life                                    | Roger Greenaway en Roger Cook             | 2:35 |             |
| 2.     | Sure he's a cat                                      | Roger Greenaway en Roger Cook             | 2:32 |             |
| 3.     | What's the world coming to                           | Roger Greenaway en Roger Cook             | 3:29 |             |
| 4.     | Turn around and start again                          | Roger Greenaway en Roger Cook             | 3:00 |             |
| 5.     | Times were when                                      | Neil Grimshaw                             | 3:07 |             |
| 6.     | Lea                                                  | Arnold Mühren                             | 3:45 |             |
| 7.     | Why                                                  | Arnold Mühren                             | 4:02 |             |
| 8.     | Scarlet ribbons                                      | Evelyn Danzig en Jack Segal               | 3:17 |             |
| 9.     | Marian                                               | Arnold Mühren                             | 4:02 |             |
| 10.    | Magical mystery morning                              | Arnold Mühren                             | 2:38 |             |
| 11.    | Where have I been wrong                              | Piet Veerman                              | 4:11 |             |
| 12.    | Don't waste your time                                | Piet Veerman                              | 3:32 |             |
| 13.    | One way wind                                         | Arnold Mühren                             | 3:37 |             |
| 14.    | Let's dance                                          | Piet Veerman                              | 3:27 |             |
| 15.    | Vaya con Dios                                        | Larry Russell, Inez James en Buddy Pepper | 3:21 |             |
| 16.    | There has been a time                                | Arnold Mühren                             | 3:49 |             |
| 17.    | Let's go together                                    | Piet Veerman en Jaap Schilder             | 3:45 |             |
| 18.    | Maribaja                                             | Arnold Mühren                             | 3:09 |             |
| 19.    | Rock 'n' roll (I gave you the best years of my life) | Kevin Johnson                             | 4:58 |             |
| 20.    | Be my day                                            | Larry Murray                              | 3:00 |             |
| 21.    | Come Sunday                                          | Lane Caudell en Harry Lloyd               | 2:32 |             |
| 22.    | The end of the show                                  | Cees Veerman                              | 4:29 |             |